# Las Veguillas

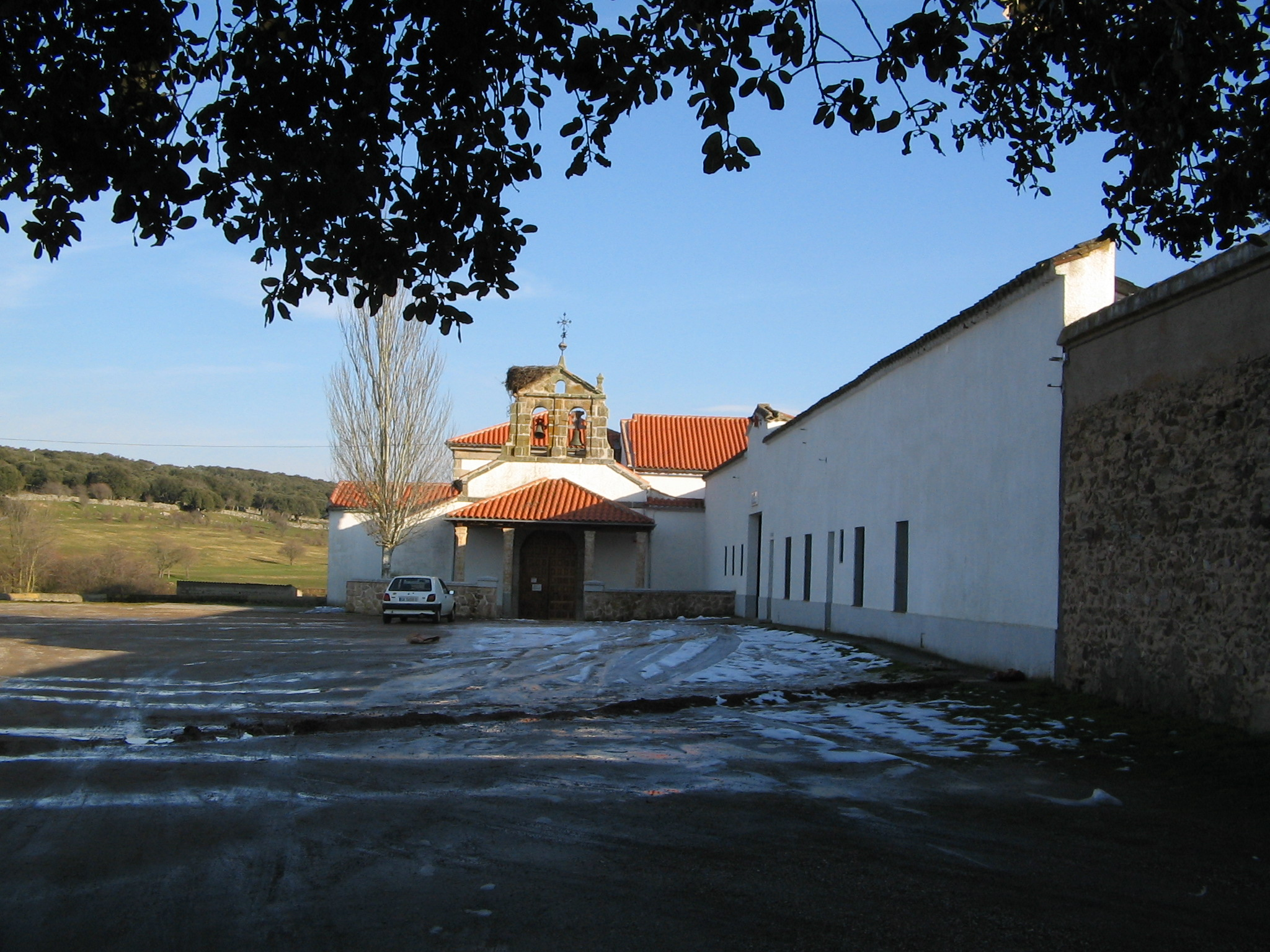
Las Veguillas, ermita del Cristo de Cabrera y convento de las Carmelitas Descalzas

Las Veguillas es un municipio y localidad española de la provincia de Salamanca, en la comunidad autónoma de Castilla y León. Se integra dentro de la comarca del Campo de Salamanca (Campo Charro). Pertenece al partido judicial de Salamanca.
Su término municipal está formado por las localidades de Arguijo, Cabrera, Casanueva, Las Huertas, Las Veguillas, Llen, Mora de la Sierra y Pedro Llen, ocupa una superficie total de 43,70 km² y según el INE, cuenta con 295 habitantes en el año 2017.

## Símbolos

### Escudo
El escudo heráldico que representa al municipio fue aprobado el 26 de septiembre de 1995 con el siguiente blasón:

«Escudo partido. Primero, de sinople, con tres fajas ordenadas de plata. Segundo de gules con una encina arrancada, de plata, sumada de una cruz llana de oro. Timbrado de la Corona Real Española»
Boletín Oficial del Estado nº 248 de 17 de octubre de 1995

## Historia
Dentro del municipio la fundación de la pedanía de Llen se remonta al proceso repoblador llevado a cabo por los reyes de León en la Edad Media, quedando integrado en el cuarto de Corvacera de la jurisdicción de Salamanca, dentro del Reino de León, denominándose entonces "Layn Malo", datando de entonces también el despoblado de "Argança", repoblado con bercianos dentro del actual término municipal. La localidad de Las Veguillas sin embargo es posterior, ya que fue fundada en el siglo XIV, posiblemente con gentes de las localidades del entorno. Con la creación de las actuales provincias en 1833, Las Veguillas quedó encuadrado en la provincia de Salamanca, dentro de la Región Leonesa.

## Geografía humana

### Demografía
Cuenta con una población de 275 habitantes (INE 2024).
| Gráfica de evolución demográfica de Las Veguillas entre 1842 y 2021                                                   |
| |
| Población de derecho según los censos de población del INE. Población de hecho según los censos de población del INE. |

### Núcleos de población
El municipio se divide en varios núcleos de población, que poseían la siguiente población en 2015 según el INE.
| Núcleo de población | Población |
| ------------------- | --------- |
| Las Veguillas       | 240       |
| Cabrera             | 23        |
| Llen                | 9         |
| Pedro Llen          | 7         |
| Arguijo             | 4         |
| Casanueva           | 4         |
| Mora de la Sierra   | 1         |
| La Huerta           | 0         |

## Monumentos y lugares de interés

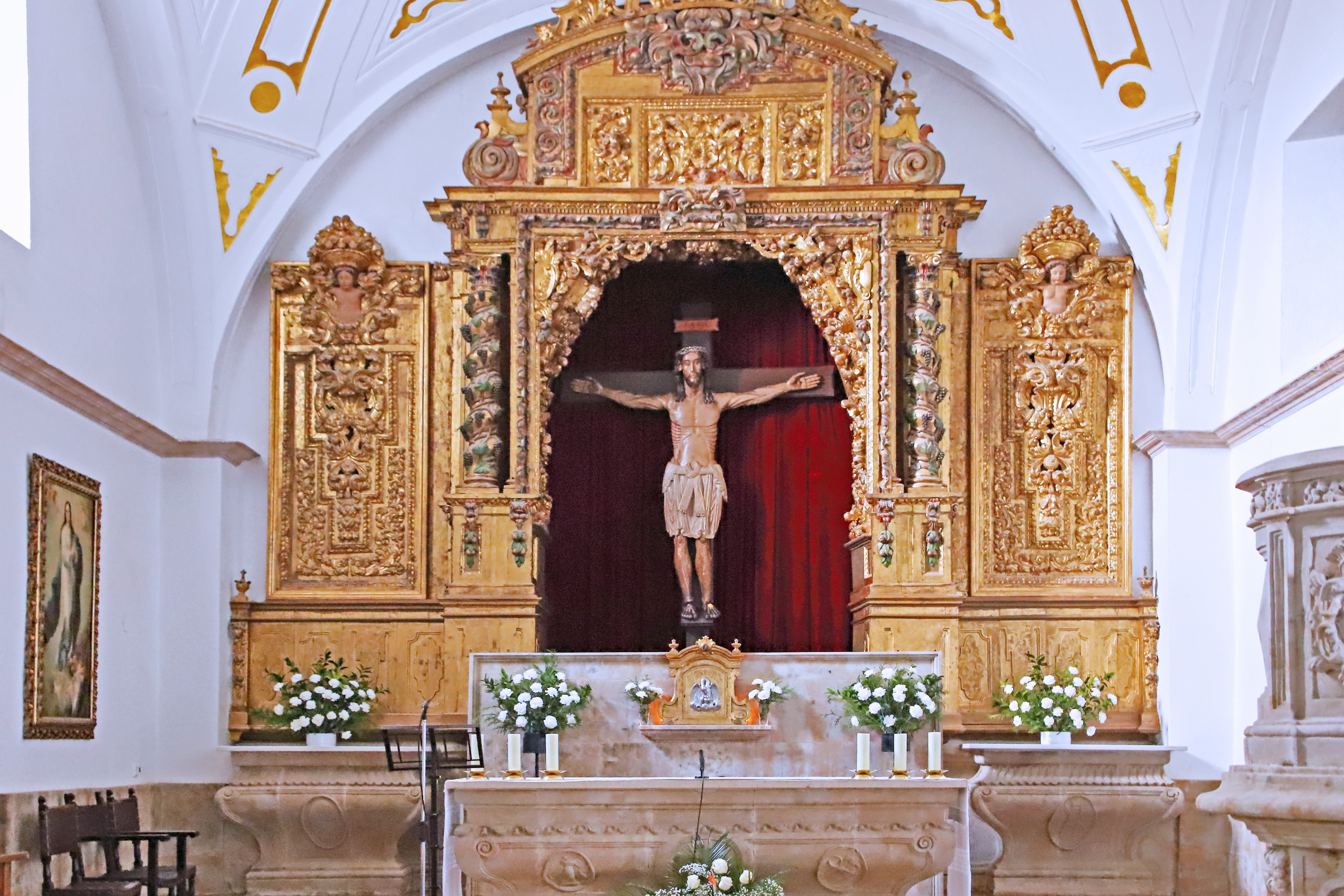
Cristo de Cabrera

A 2,5 km de la localidad de Las Veguillas se encuentra la ermita del Santo Cristo de Cabrera, en una zona alta y entre encinas. Allí descansa, bajo su hornacina, una talla del Santo Cristo de Cabrera. Se desconoce la fecha exacta en que fue tallado, pero la imagen es románica, tallada sobre un tronco y policromada, considerándose perteneciente a la tradición popular de los Cristos de origen popular, con toda probabilidad obra de algún artesano local, habiéndolo descrito Miguel de Unamuno como 'Cristo campesino'. La irregularidad de sus formas hace que algunos autores, como el catedrático de la Universidad de Salamanca Luis Rodríguez Miguel, daten la talla en el siglo XI.

## Cultura

### Fiestas
- Nuestra Señora del Rosario (primer fin de semana de octubre).
- Romería del Sancto Cristo de Cabrera (18 de junio).

## Administración y política

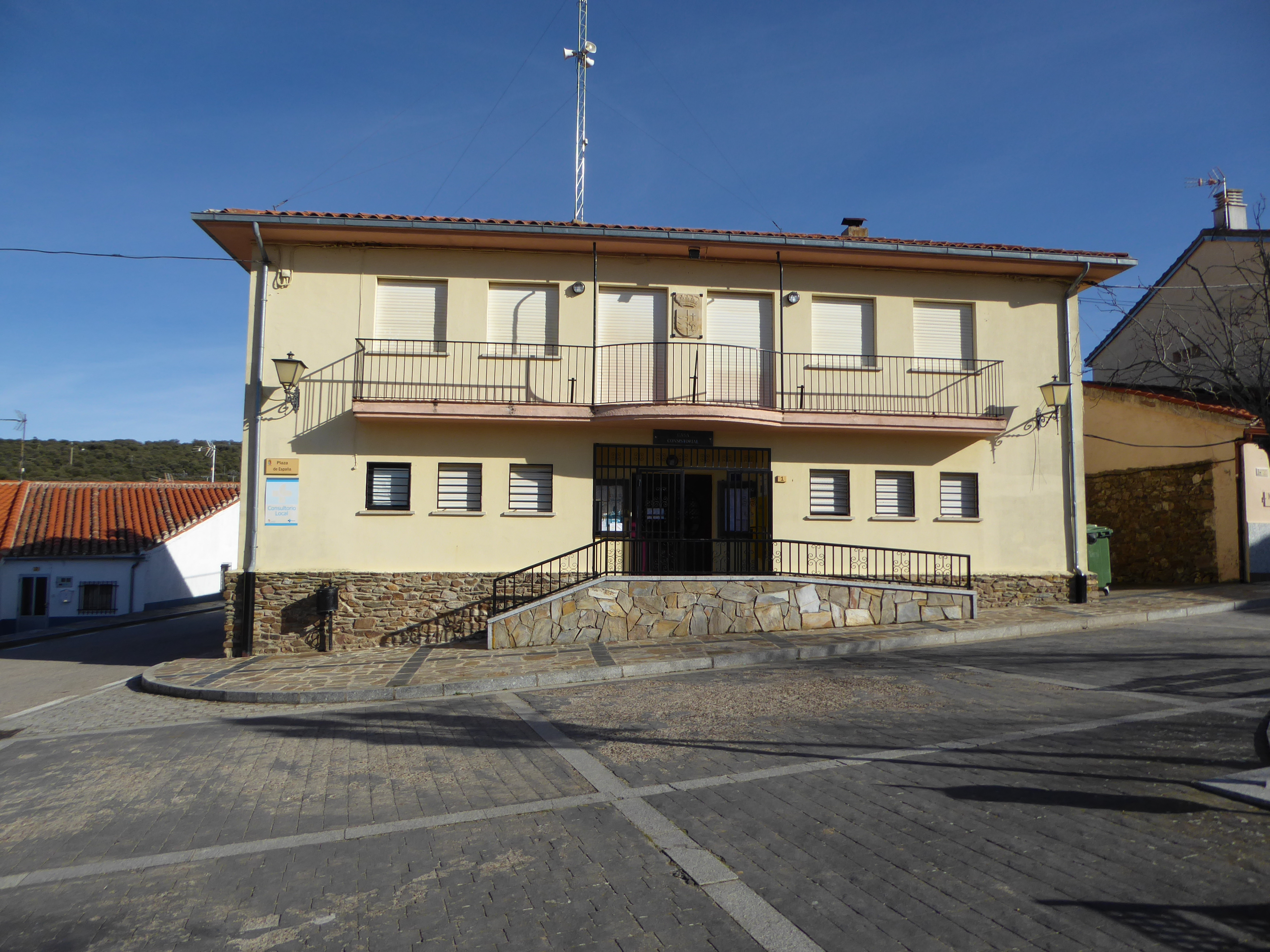
Ayuntamiento

| Partido político                         | 2019  | 2019  | 2019       | 2015  | 2015  | 2015       | 2011  | 2011  | 2011       | 2007  | 2007  | 2007       | 2003  | 2003  | 2003       |
| Partido político                         | %     | Votos | Concejales | %     | Votos | Concejales | %     | Votos | Concejales | %     | Votos | Concejales | %     | Votos | Concejales |
| Partido Popular (PP)                     | 85,71 | 186   | 6          | 88,67 | 180   | 7          | 77,78 | 175   | 6          | 56,56 | 138   | 4          | 44,53 | 110   | 3          |
| Partido Socialista Obrero Español (PSOE) | 12,90 | 28    | 1          | 7,88  | 16    | 0          | 20,44 | 46    | 1          | 43,44 | 106   | 3          | 55,06 | 136   | 4          |

## Personas destacadas
- Juan Iglesias Santos (1917-2003) Jurista que en 2001 fue galardonado con el Premio Príncipe de Asturias de Ciencias Sociales. En 1980 pasó a ser miembro de la Real Academia de Jurisprudencia y Legislación, así como de la Academia de Ciencia Morales y Políticas de Nápoles y de la Société Internationale des Droits de l'Antiquité francesa.